# هال‌اشتات
هال‌اشتات، شهری کوچک در منطقه سالزکامرگوت، در ایالت اوبراسترایش، اتریش است که به بهشت روی زمین مشهور است. دریاچه‌ای با همین نام در کنار این شهر قرار دارد. این شهر به همراه داخ‌اشتاین و سالزکامرگوت داخلی به عنوان میراث جهانی یونسکو انتخاب شده‌اند. با توجه به جستجوهای باستانشناسی، بقایایی از انسان‌های اولیه و ابزارهای آنها در این منطقه یافت شده که به دوران آهن بازمی‌گردد. این دورهٔ تاریخی از عصر آهن را به همین دلیل فرهنگ هال‌اشتات نامگذاری کرده‌اند.